# Кодек
Ко́дек (англ. codec, от coder/decoder — шифратор/дешифратор — кодировщик/декодировщик или compressor/decompressor, слово «кодек» образовано по тому же принципу, что и слово «модем») — устройство или программа, способная выполнять преобразование данных или сигнала.
Для хранения, передачи или шифрования потока данных или сигнала его кодируют с помощью кодека, а для просмотра или изменения — декодируют. Кодеки часто используются при цифровой обработке видео и звука.

## Виды сжатия
В кодеках могут использоваться два вида сжатия данных: сжатие с потерями и сжатие без потерь.
Многие аудио- и видеокодеки используют сжатие с потерями, что существенно уменьшает объём данных для хранения или передачи, но приводит к ухудшению качества звука или видео при воспроизведении. Аудиокодеки можно настроить таким образом, что человеческий слух не замечает ухудшения качества звука.
В случае, когда потеря качества неприемлема, используются кодеки со сжатием без потерь. Например, сжатие без потерь используется, если планируется последующее редактирование файла, так как сжатие с потерями будет быстро ухудшать качество при каждом последующем сохранении результата.